# もしも、イケメンだけの高校があったら
『もしも、イケメンだけの高校があったら』（もしも、イケメンだけのこうこうがあったら）は、2022年1月15日から3月19日までテレビ朝日系「土曜ナイトドラマ」枠にて放送されたテレビドラマ。企画・原作は秋元康、主演は細田佳央太。
多様性が求められる今の時代に本当のカッコよさや本当のイケメンとは何かという問題に直面しながらも突き進んでいく高校生たちの姿を描く。

## あらすじ
美南学園は進学校でもヤンキー校でもないごく普通の共学の私立高校。ただ他の高校とは大きく異なる点、それはイケメン率の異様な高さである。イケメン率が高いこの高校が目指すのは「全国選抜高等学校イケメン大会（通称：選抜イケメン大会）」での全国制覇。しかし、ここ最近は負けが続いており、今年こそはとの思いがより一層強固になっていた。そんな中でイケメンでも何でもない平凡な高校生である池田龍馬はイケメンな高校生たちに囲まれた中で不遇な高校生活を送ることになるのだが、他の所属高校生たちにはない人間性や突飛なアイデアにより、「選抜イケメン大会」のメンバーに選抜されることを目標にしていく。

## キャスト
池田龍馬（いけだ りょうま）〈16〉
演 - 細田佳央太
美南学園1年生。「池田メンタルクリニック」の息子。高校受験に失敗し、妹から勧められた美南学園を受験・合格する。

### 美南学園
柳一星（やなぎ いっせい）〈16〉
演 - 宮世琉弥（幼少期：岩川晴）
1年生。大財閥の御曹司で、容姿端麗、学業、運動神経共に抜群のパーフェクトイケメンで周囲からはイケセン筆頭候補と言われている。
同級生の桜井カンナとは幼馴染で、2人きりの時は「カンちゃん」と呼んでいる。
若林拓実（わかばやし たくみ）〈16〉
演 - 藤原大祐
1年生。龍馬の相棒的存在。情報通。
桜井カンナ（さくらい カンナ）〈16〉
演 - 遠藤さくら（乃木坂46）（幼少期：金子莉彩）
1年生。誰もが振り返るような美少女だが、イケメンには興味なし。柳とは幼馴染の間柄。
神宮源二郎（じんぐう げんじろう）〈16〉
演 - 水沢林太郎（低学年時：山田暖絆、高学年時：石田偉琉）
1年生。剣道が得意で、礼節を重んじる。
一ノ瀬塁（いちのせ るい）〈16〉
演 - 内藤秀一郎
1年生。バスケが得意だが、極度なナルシストとして通っている。
宇治原修（うじはら しゅう）〈16〉
演 - 藤枝喜輝
1年生。地方出身で貧乏の為、バイトを掛け持ちしている。
片桐花（かたぎり はな）〈16〉
演 - 齊藤なぎさ（当時=LOVE）
1年生。カンナの親友。流行り好きなところがあり、校内のイケメンたちに目がない。
石川海成〈16〉
演 - 石川雷蔵
安藤匡志〈16〉
演 - 池田匡志
岡本嘉蓮〈16〉
演 - 嘉蓮
小林悠〈16〉
演 - 小林拓司
杉浦恭也〈16〉
演 - 杉浦寛史
土屋志遠〈16〉
演 - 鈴木志遠
中山舜〈16〉
演 - 中山統一郎
夏井元之介〈16〉
演 - 元之介
西亮輔〈16〉
演 - 三宅亮輔
平原将吾〈16〉
演 - 平原颯馬
松下健治〈16〉
演 - 松下▽
宮沢想良〈16〉
演 - 井上想良
吉岡凌〈16〉
演 - 高崎凌
高橋雄人〈16〉
演 - 奥雄人
海老名晴子（えびな はるこ）〈58〉
演 - 秋山菜津子
校長。かつて男子校だった同校が共学制に変更された時の最初の女子生徒の1人。
風間勇気（かざま ゆうき）〈35〉
演 - 速水もこみち
選抜イケメン大会の新任コーチ。同校の元生徒で、同大会でエースとして活躍し、優勝した経験を持つ。「美南に風間あり」と噂されていた伝説のイケメン。

### 龍馬の家族
池田良夫（いけだ よしお）〈42〉
演 - 皆川猿時
龍馬の父。開業医で、「池田メンタルクリニック」を営んでいる。
池田茜（いけだ あかね）〈14〉
演 - 長谷川百々花
龍馬の妹。イケメンと仲良くなってほしいという邪な気持ちから、龍馬に美南学園の受験を勧める。

### その他
日高麻鈴、速瀬愛、南野巴那、大塚涼加、小椋美織、今泉舞、伊藤麗、バネッサ、荒立竜次、内山晴斗、川口飛雄我、クツナコウキ、桜田螢、島村雄大、清水田龍、瀬谷直矢、中田凌多、濱佑太朗、比嘉秀海、東夏輝、平賀勇成、前田大翔、松崎竜也、松澤和輝、高橋芽意、宮地樹、八神慶仁郎、吉川康太、青山穣

### ゲスト

#### 第2話
野上
演 - 田中偉登
美南学園1年生。「選抜イケメン大会」への候補入りを目指している。
幸奈
演 - 稲垣来泉
目に病を患って入院する少女。

#### 第3話
宇治原大
演 - 渡辺裕之
宇治原の父。

#### 第4話
藤堂凛音
演 - 木村慧人（FANTASTICS from EXILE TRIBE）
美南学園に転校してくる、韓国育ちの高校生。
役名不明
演 - 長村茉祈、木田悠雅、小林空叶、沼倉遼

#### 第5話
新島梓紗
演 - 小西桜子
美南学園1年生。妊娠したと嘘をつく。

### 最終話
役名不明
演 - 木村唯愛、山本紗々萊

## スタッフ
- 企画・原作 - 秋元康
- 演出 - 唐木希浩、後藤庸介、二宮崇、古厩智之
- 脚本 - 服部隆、遠山絵梨香
- 音楽 - 井筒昭雄
- 主題歌 - 川崎鷹也「Be Yourself」（ワーナーミュージック・ジャパン）[16]
- ゼネラルプロデューサー - 三輪祐見子（テレビ朝日）
- プロデューサー - 高崎壮太（テレビ朝日）、中沢晋（オフィスクレッシェンド）
- 制作協力 - オフィスクレッシェンド
- 制作著作 - テレビ朝日

## 放送日程
| 各話   | 放送日  | 脚本       | 演出     |
| ------ | ------- | ---------- | -------- |
| 第1話  | 1月15日 | 服部隆     | 唐木希浩 |
| 第2話  | 1月22日 | 服部隆     | 唐木希浩 |
| 第3話  | 1月29日 | 遠山絵梨香 | 後藤庸介 |
| 第4話  | 2月05日 | 遠山絵梨香 | 後藤庸介 |
| 第5話  | 2月12日 | 保木本真也 | 後藤庸介 |
| 第6話  | 2月19日 | 遠山絵梨香 | 古厩智之 |
| 第7話  | 2月26日 | 遠山絵梨香 | 古厩智之 |
| 第8話  | 3月05日 | 遠山絵梨香 | 二宮崇   |
| 第9話  | 3月12日 | 遠山絵梨香 | 二宮崇   |
| 最終話 | 3月19日 | 服部隆     | 二宮崇   |

- 3月5日（第8話）はスペシャルドラマ『津田梅子〜お札になった留学生〜』の放送（21時 - 23時05分）による特別編成のため[注 1]40分繰り下げられ、23時40分 - 翌0時10分に放送された。

## スピンオフドラマ
『イケメン道～美南学園物語～』（イケメンどう びなんがくえんものがたり）のタイトルで、本編第1話の終了後より、動画配信サービス「TELASA」にて配信。ドラマ本編で描ききれなかった学園生活がコメディ要素満載でつづられる。

### 配信日程
| 各話  | 配信日  |
| ----- | ------- |
| 第1話 | 1月15日 |
| 第2話 | 1月29日 |
| 第3話 | 2月05日 |
| 第4話 | 3月6日  |
| 第5話 | 3月19日 |